# Karjan
Karjan è una suddivisione dell'India, classificata come municipality, di 26.344 abitanti, situata nel distretto di Vadodara, nello stato federato del Gujarat. In base al numero di abitanti la città rientra nella classe III (da 20.000 a 49.999 persone).

## Geografia fisica
La città è situata a 22° 03' 29 N e 73° 07' 55 E.

## Società

### Evoluzione demografica
Al censimento del 2001 la popolazione di Karjan assommava a 26.344 persone, delle quali 13.776 maschi e 12.568 femmine. I bambini di età inferiore o uguale ai sei anni assommavano a 3.255, dei quali 1.734 maschi e 1.521 femmine. Infine, coloro che erano in grado di saper almeno leggere e scrivere erano 18.349, dei quali 10.462 maschi e 7.887 femmine.